# Halou de 22°

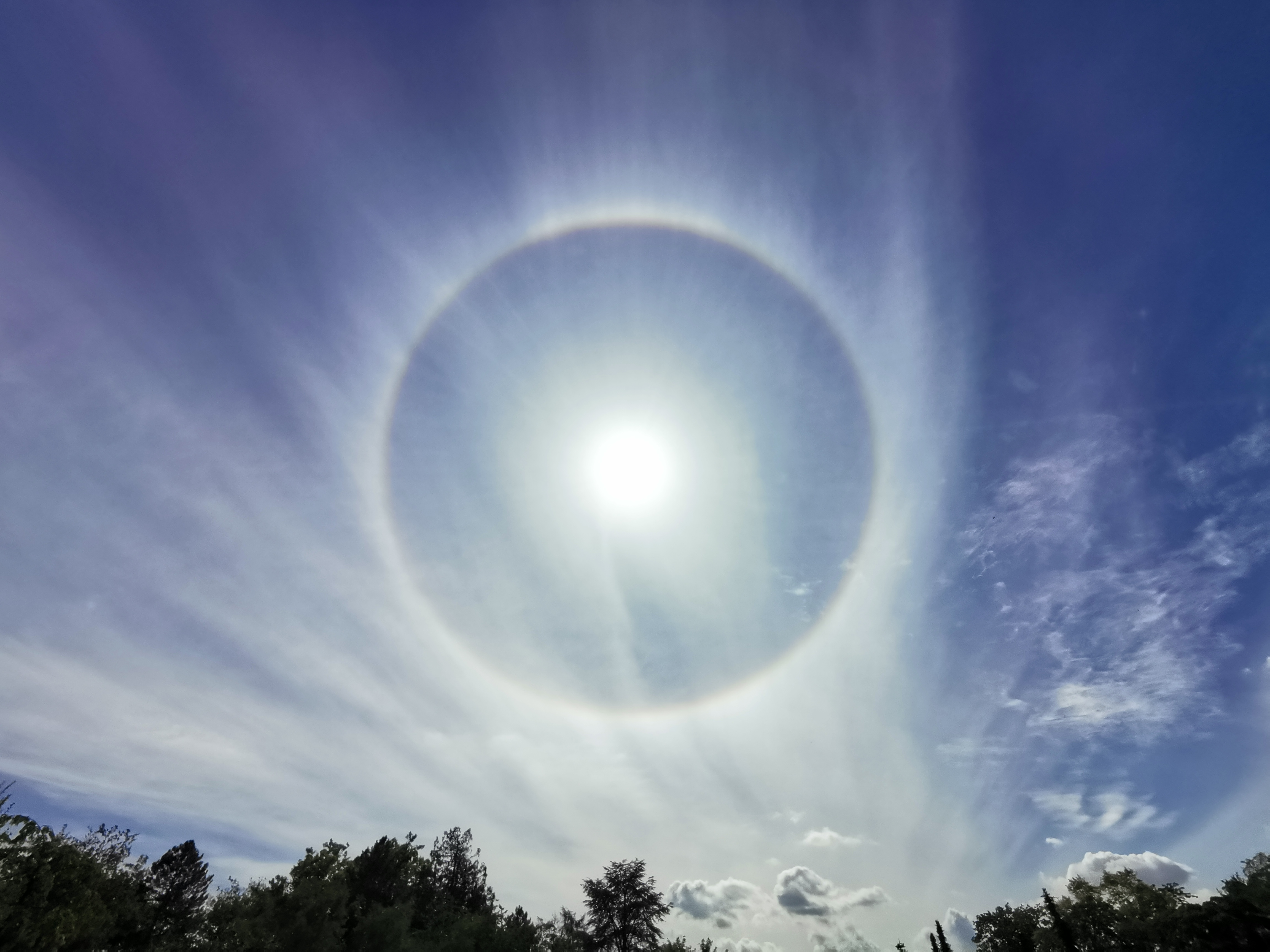
Halou de 22° în jurul Soarelui.

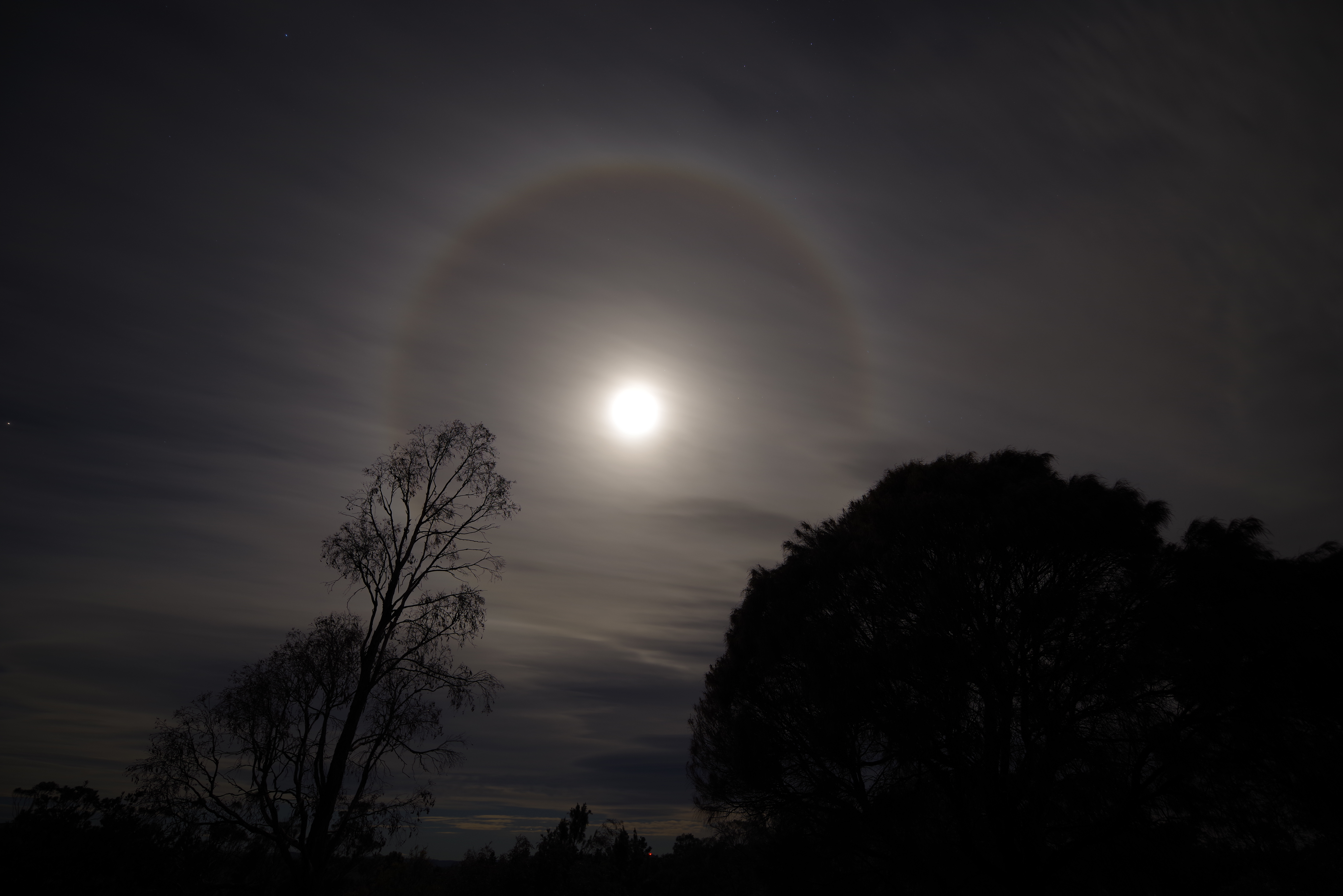
Halou de 22° în jurul Lunii.

Haloul de 22° este un fenomen optic⁠(d) atmosferic care constă dintr-un halou⁠(d) cu o rază aparentă de aproximativ 22° în jurul Soarelui sau Lunii. Când este vizibil în jurul Lunii, este cunoscut și sub numele de inel lunar sau halou de iarnă. Se formează deoarece lumina Soarelui sau lumina Lunii este refractată de milioane de cristale de gheață⁠(d) hexagonale suspendate în atmosferă. Raza sa este aproximativ de lungimea unei mâini ridicate cu brațul ținut întins.

## Formare

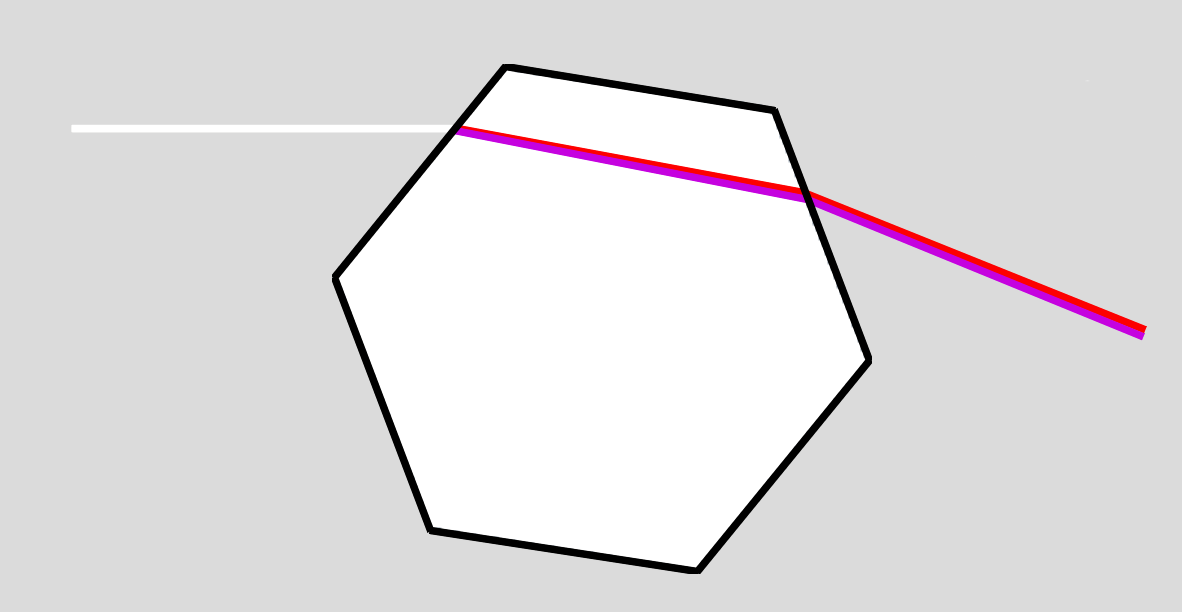
Drumul luminii printr-o prismă hexagonală la unghiul optim rezultând o abatere minimă.

Drumul luminii de la nori la observator.

Chiar dacă este unul dintre cele mai comune tipuri de halou, forma și orientarea exactă a cristalelor de gheață responsabile pentru haloul de 22° sunt încă nelămurite. Coloanele hexagonale și orientate aleatoriu sunt de obicei prezentate drept candidatul cel mai probabil, dar această explicație prezintă probleme, cum ar fi faptul că proprietățile aerodinamice ale unor astfel de cristale le fac să fie orientate mai degrabă orizontal decât aleatoriu. Explicațiile alternative includ implicarea unor grupuri de coloane de gheață în formă de glonț.
Pe măsură ce lumina trece prin unghiul diedru de 60° al prismelor hexagonale de gheață, ea este deviată de două ori, rezultând unghiuri de abatere cuprinse între 22° și 50°. Având în vedere unghiul de incidență⁠(d) pe prisma hexagonală de gheață {\displaystyle i} și indicele de refracție din interiorul prismei {\displaystyle n}, atunci unghiul de abatere {\displaystyle \theta } poate fi derivat din legea lui Snell⁠(d):
{\displaystyle \theta =i+\sin ^{-1}\left[n\sin \left({\frac {\pi }{3}}-\sin ^{-1}{\frac {\sin i}{n}}\right)\right]-{\frac {\pi }{3}}.}
Pentru {\displaystyle n} = 1,309, unghiul de abatere minimă⁠(d) este de aproape 22° (21,76°, când {\displaystyle i} = 40,88°). Mai precis, unghiul de abatere minimă este de 21,84° în medie ({\displaystyle n} = 1,31); 21,54° pentru lumină roșie ( {\displaystyle n} = 1,306) și 22,37° pentru lumina albastră ({\displaystyle n} = 1,317).  Această variație a refracției în funcție de lungimea de undă face ca marginea interioară a cercului să fie roșiatică, iar marginea exterioară — albăstruie.
Cristalele de gheață din nori deviază lumina în mod similar, dar numai cele din inelul specific la 22 de grade contribuie la efect pentru un observator aflat la o distanță stabilită. Deoarece nicio lumină nu este refractă în unghiuri mai mici de 22°, în interiorul haloului cerul este mai întunecat.
Un alt fenomen care are ca rezultat un inel în jurul Soarelui sau Lunii – și, prin urmare, uneori confundat cu haloul de 22° – este corona⁠(d). Spre deosebire de haloul de 22°, însă, este produs de picături de apă în loc de cristale de gheață și este mult mai mic și mai colorat.

O altă modalitate de a înțelege intuitiv formarea halou de 22 ° este să luați în considerare următoarea logică:
- Toate razele de la Soare/Lună ajung în mod paralel către observator.
- Putem lua în considerare un caz specific când sursa este chiar deasupra cerului.
- Cristalele de apă hexagonale pot avea orice orientare. Dar orice rotație dincolo de 30° ar fi redundantă atunci când se analizează unghiurile subtinute de razele emergente.
- Aceasta înseamnă că pentru toate razele verticale care intră, trebuie să luăm în considerare doar unghiurile incidente în intervalul 30° până la 60° care se află pe o margine a cristalului hexagonal - acestea sunt cele care vor ajunge la observator.
- Pentru gama de unghiuri incidente de mai sus, putem găsi unghiul razei front de undă de ieșire verticala – care de fapt este unghiul subîntins la ochiul observatorului.

## Relația cu vremea

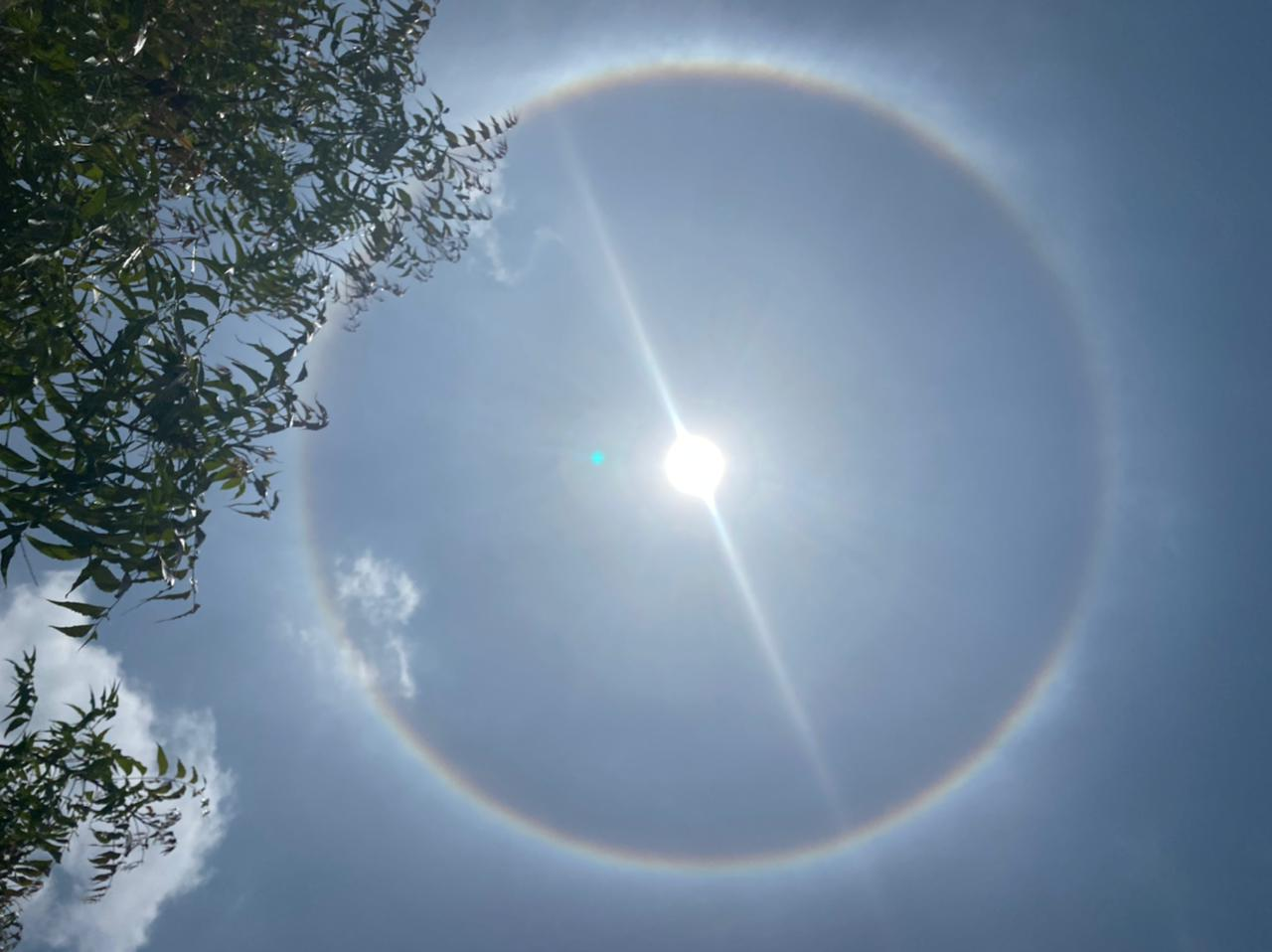
Halou solar de 22° cu nori cirostratus foarte subțiri.

În folclor, se spune că inelele lunare avertizează că se apropie furtunile. Ca și alte halouri de gheață, cele de 22° apar atunci când cerul este acoperit de nori subțiri cirrus sau cirrostratus care apar adesea cu câteva zile înainte de un mare front de furtună. Cu toate acestea, aceiași nori pot apărea și fără vreo modificare asociată vremii, ceea ce face ca un halou de 22° să nu fie un semn cert de vreme rea.

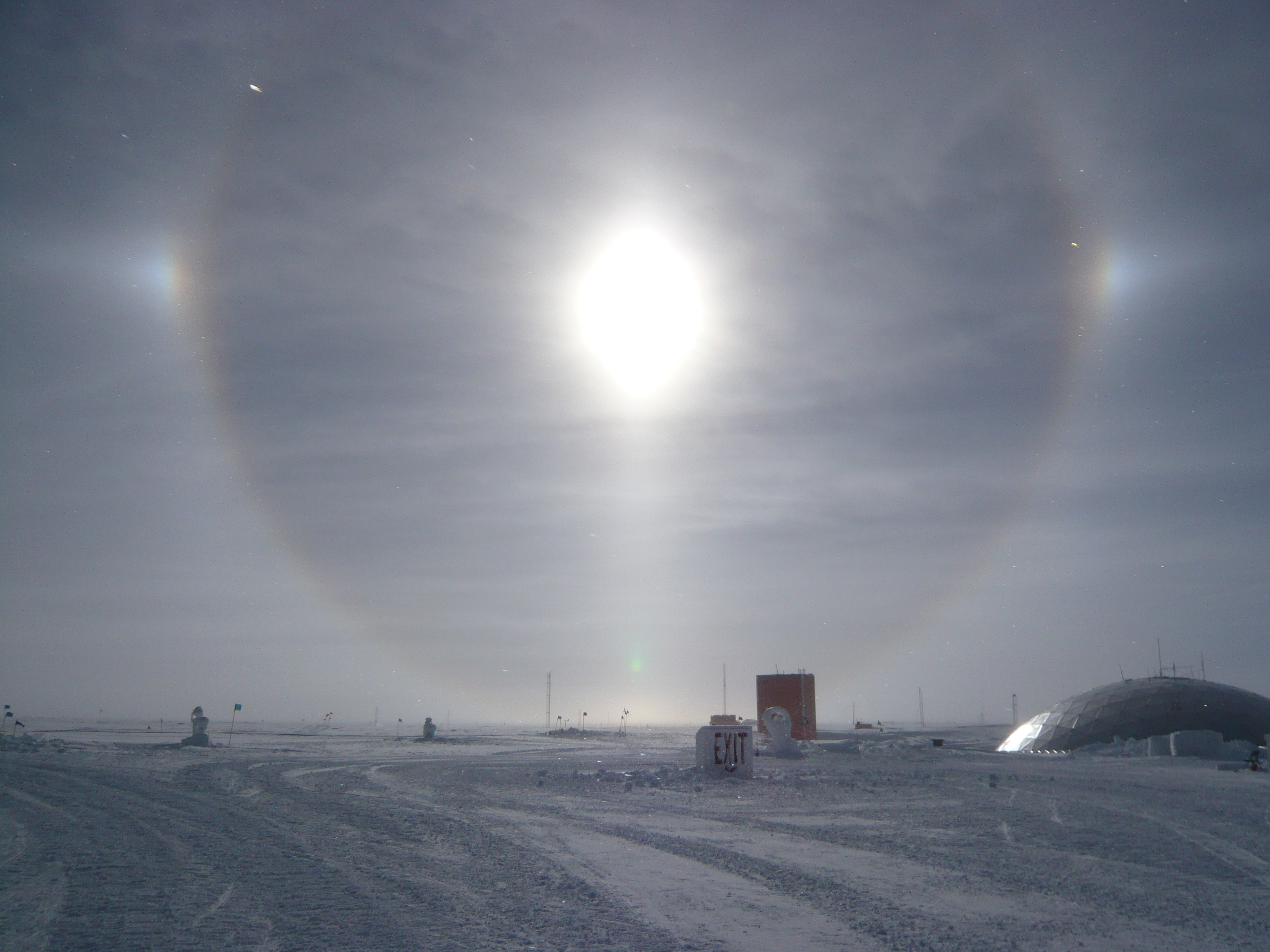
Halou solar de 22° cu parhelia și.